# Pleurothallis chuscalica
Pleurothallis chuscalica är en orkidéart som beskrevs av Carlyle August Luer. Pleurothallis chuscalica ingår i släktet Pleurothallis och familjen orkidéer. Inga underarter finns listade i Catalogue of Life.